# Jack Posobiec
Jack Michael Posobiec III, dit Jack Posobiec, né le 14 décembre 1984 à Norristown (Pennsylvanie) est un militant politique américain de l'alt-right et conspirationniste. Ancien membre du service de renseignements de la United States Navy, il devient correspondant et animateur de télévision.

## Biographie
Jack Posobiec naît le 14 décembre 1984 à Norristown, en Pennsylvanie. Il s'engage dans l'armée et devient membre du service de renseignements de la United States Navy.
De 2018 à 2021, Jack Posobiec est employé comme correspondant politique et comme animateur par One America News Network (OANN), une chaîne de télévision promouvant des théories conspirationnistes. Il quitte la chaîne en mai 2021 pour animer une émission diffusée par l'organisation conservatrice Turning Point USA et rejoindre l'équipe du site de nouvelles conservateur Human Events (en), en tant que journaliste senior.
En 2025, il se rapproche de la seconde administration Trump et participe à une visite en Ukraine, aux côtés de Scott Bessent, secrétaire au Trésor des États-Unis, dans le but de pousser l'Ukraine à signer un plan de paix avec la Russie.

## Prises de positions
Jack Posobiec est connu pour ses commentaires sur Twitter en faveur des politiques de Donald Trump. Il appartient à la mouvance de l'alt-right,,,,,. Il utilise des symboles et partage des positions propres aux suprémacistes blancs, aux militants antisémites et aux partisans de la théorie du complot du génocide blanc,,,. Il participe à la diffusion de fake news,,,,,,,,, notamment la théorie conspirationniste du Pizzagate,. Il soutient également le mouvement de renversement des résultats de l'élection américaine de 2020 (Stop The Steal).
Il participe à relayer la propagande du Kremlin et la désinformation sur la guerre russo-ukrainienne.